# 나이케 리벨리
나이케 리벨리(Naike Rivelli, 1974년 10월 10일 ~ )는 이탈리아의 배우, 모델이다.
뮌헨에서 태어났다.

## 영화
- 웰컴 투 사우스 (2010년) - 폴리지오타 역
- 오픈 그래이브스 (2009년) - 엘레나 역
- 카사노바 (2005년)
- 레릭 헌터 대작전 (2002년)
- 디 언스카드 (1999년)
- 몬테 크리스토 백작 (1998년)